# Crataegus divergens
Crataegus divergens là loài thực vật có hoa trong họ Hoa hồng. Loài này được (Peck) Sarg. mô tả khoa học đầu tiên năm 1906.